# Rozopol
Rozopol [pronunciación en polaco: /rɔˈzɔpɔl/] es un pueblo ubicado en el distrito administrativo de Gmina Dąbrowice, dentro del condado de Kutno, Voivodato de Łódź, en el centro de Polonia. Se encuentra a unos 3 kilómetros al noroeste de Dąbrowice, a 24 kilómetros al noroeste de Kutno, y a 67 kilómetros al noroeste de la capital regional Łódź.